# Комитет по химия и металургия
Комитетът по химия и металургия е държавна институция в България, съществувала през 1962-1966 г.
Образуван е с разделянето на Комитета по промишлеността. Има ранг на министерство и задачата му е да управлява рудодобива, металургията и химическата промишленост, които по онова време са изцяло национализирани. 4 години след създаването му е преобразуван в Министерство на химията и металургията.
През цялото му съществуване председател на Комитета по химия и металургия е Георги Павлов.